# Makówka (Mazovie)
Pour les articles homonymes, voir Makówka.
Makówka (prononciation : [maˈkufka]) est un village polonais de la gmina de Grodzisk Mazowiecki dans le powiat de Grodzisk Mazowiecki de la voïvodie de Mazovie dans le centre-est de la Pologne.
Il se situe à environ 7 kilomètres au sud de Grodzisk Mazowiecki (siège du powiat) et à 33 kilomètres au sud-ouest de Varsovie (capitale de la Pologne).
Le village possède approximativement une population de 240 habitants.

## Histoire
De 1975 à 1998, le village appartenait administrativement à la voïvodie de Varsovie.